# Sheila Meiring Fugard
Sheila Meiring Fugard (Birmingham, 1932) es una escritora y actriz de teatro sudafricana.
Se estableció con sus padres en Sudáfrica en 1940 y estudió en la Universidad de Ciudad del Cabo, donde comenzó a escribir y actuar, y donde conoció al que sería su marido a partir de 1956, Athol Fugard.